# Turová
Turová je obec na Slovensku v okrese Zvolen v Banskobystrickém kraji ležící na úpatí Kremnických vrchů. Žije zde 446 obyvatel.
První písemná zmínka o obci je z roku 1424. V obci je římskokatolický kostel Sedmibolestné Panny Marie.